# گایکانتا
گایکانتا (به اسپانیایی: Gallocanta) یک دهستان در اسپانیا است که در استان ساراگوسا واقع شده‌است. گایکانتا ۲۹ کیلومتر مربع مساحت و ۱۵۸ نفر جمعیت دارد.